# Cephalocoema moogeni
Cephalocoema moogeni är en insektsart som beskrevs av Mello-leitao 1941. Cephalocoema moogeni ingår i släktet Cephalocoema och familjen Proscopiidae. Inga underarter finns listade i Catalogue of Life.